# 가와사키시
가와사키시(일본어: 川崎市 가와사키시[*])는 일본 가나가와현 북동부에 있는 시로, 정령지정도시로 지정되어 있으며 인구는 약 155만 명이다. 중세 이전에는 도시 전체가 무사시국에 속했으며 가나가와현 내의 시정촌 중에서 유일하게 과거 사가미국에 속했던 지역을 포함하지 않는다.

## 지리
가와사키는 도쿄도와의 경계를 이루는 다마강의 남안을 따라 약 30km에 걸쳐 띠 모양으로 뻗어있는 시이다. 띠의 동쪽 끝에 있는 JR 가와사키역 주변은 평평하고 공업 지대가 주를 이루며 주택이 밀집되어 있다. 서쪽 끝은 산지이고 교외 지역이다. 도쿄만의 해안은 매립지에 세워져 있는 광대한 중공업 단지가 차지하고 있다.
가와사키시 서부의 다마 구릉으로 불리는 지역은 주로 새로 개발된 주거 지역으로 이루어져 있으며 오다큐 오다와라선과 도큐 덴엔토시선을 통해 도쿄와 연결된다. 이 지역에는 또한 몇몇 대학의 캠퍼스와 교외 상업 지구, 경공업 단지가 있다.

## 행정 구역

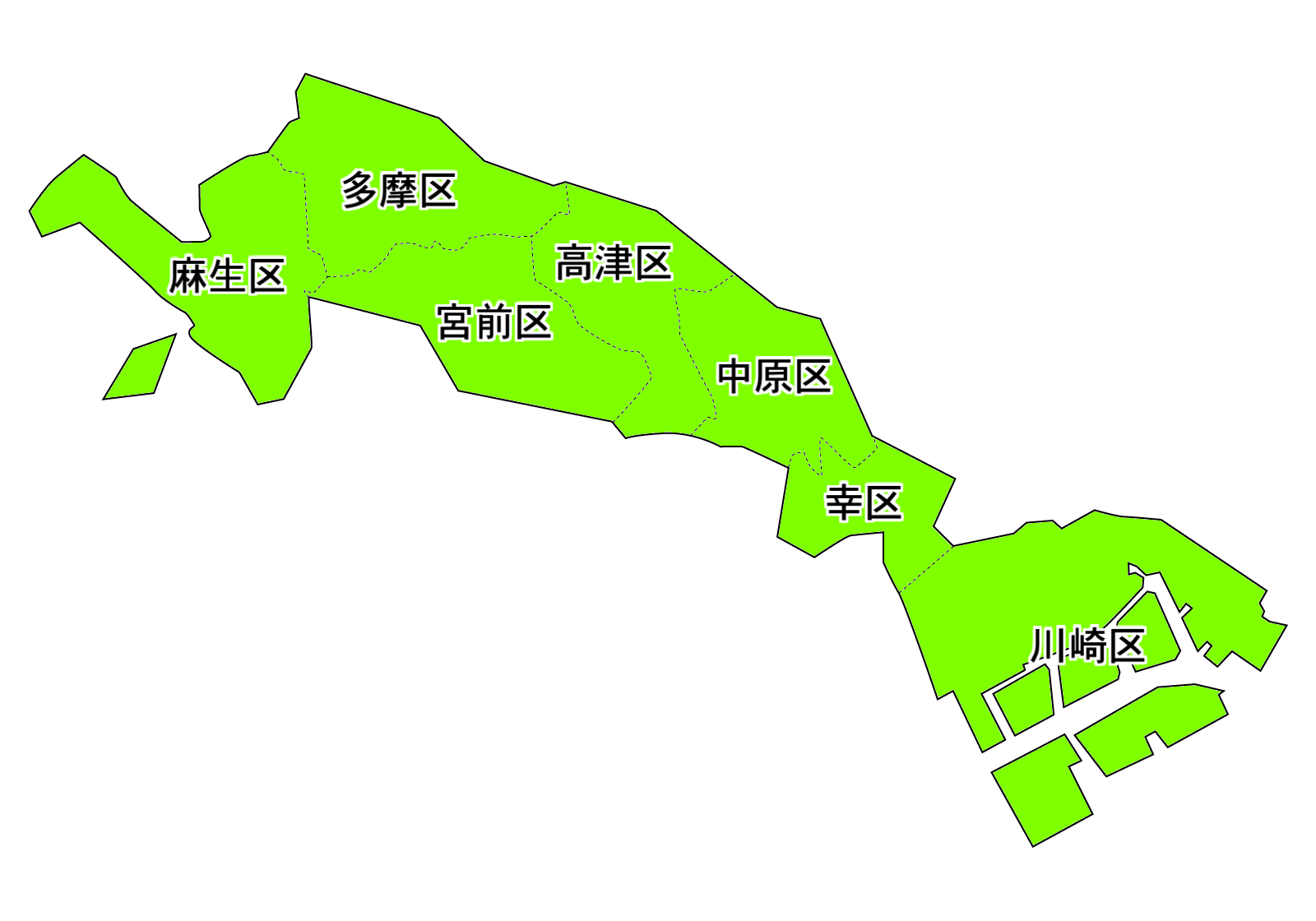
가와사키시의 구

가와사키시는 7개의 구를 관할한다.
- 가와사키구(川崎区)
- 사이와이구(幸区)
- 나카하라구(中原区)
- 다카쓰구(高津区)
- 다마구(多摩区)
- 미야마에구(宮前区)
- 아사오구(麻生区)

## 역사
북서부 구릉지대에 사람이 정착한 것은 오래 전부터이며, 구로가와 등에서는 구석기 시대와 조몬 시대의 유적을 확인할 수 있다. 그러나 다마강변과 해안가 저지대는 과거 해저였던 곳이 많아 다마강의 퇴적 작용과 해수면 하강으로 인해 점차 육지화가 진행되었다.
7세기에 율령 체제의 정비로 무사시국 다치바나군(橘樹郡)의 일부가 되었고, 나라 시대에는 현재의 다카쓰구에 군청이 설치되어 지역 행정의 중심이 된 것으로 추정된다. 헤이안 시대부터는 장원이 발달하여 이나게씨가 넓은 지역을 지배했다.
앞서 언급한 이나게씨 일족인 이나게미 삼로 시게나리는 겐요라마사(源頼朝)의 가신 중 한 명이 되어 활약했다. 또한 1128년에는 가와사키 대사(히라마지 절)가 건립되어 몬젠마치가 형성되기 시작했다. 이후 가마쿠라 시대부터 센고쿠 시대에 걸쳐 소규모 영주들에 의한 분할 통치가 진행되어 결국 호조 가문의 지배하에 들어갔다.
이 지방은 원래 에도와 더불어 무사시국의 영토(인접한 요코하마는 사가미국의 영토)였다. 헤이안 시대에 가와사키는 이나게씨의 지배하에 있었고 가마쿠라 시대에는 고호조씨의 지배하에 있었다. 가와사키는 에도 시대에 도쿄와 서부를 잇는 도카이도의 여행객들이 머무는 곳으로 정치적 중요성이 증대되었다. 메이지 시대 초기에 일본의 첫 번째 철도인 도카이도 본선이 가와사키 동쪽을 통과해 도카이도를 따라 건설되었고 지역은 공업 중심지로 발전하기 시작했다.
1899년에 일본의 첫 번째 지방자치법이 제정됨에 따라 현 가와사키시 동부는 정으로 지정되었고 나머지 부분에는 12개의 촌이 설치되었으며 그중 두 개는 도쿄부의 관할이었다. 가와사키시는 1924년 7월 1일에 가와사키역 주변의 두 개의 정과 한 개의 촌이 합쳐져 성립되었고 1939년에 현재의 크기로 확장되었다.
가와사키의 공업 기반 대부분은 1945년에 미군의 폭격으로 파괴되었으나 전쟁 이후에 재건되었다. 가와사키는 1972년 4월 1일에 정령지정도시가 되었고 5개의 구로 나뉘었다. 이 중 2개 구는 1982년에 다시 나뉘어 현재의 7개 구에 이르게 되었다.
- 1889년 4월 1일 - 정촌제 시행으로 다치바나군 가와사키정이 성립하였다.
- 1899년 - 다이시 전철(현 게이힌 급행 전철)이 다이시선 일부를 개통하였다. 이후 시나가와와 요코하마까지 노선을 연장하였다.
- 1910년 - 일본축음기상회(현 일본콜럼비아)가 가와사키정에서 창업하였다.
- 1912년 - 가나가와현과 도쿄부(현 도쿄도)의 경계가 다마강을 경계로 정리되었다.
- 1912년 - 일본강관(이후 NKK, 현 JFE스틸) 가와사키 제철소가 설립되었다. 이후 임해부의 공업화가 시작되었다.
- 1914년 - 가와사키~미조구치(당시 다카쓰촌) 간 합승 마차 운행이 시작되었다.
- 1914년 - 아지노모토 가와사키 공장이 설립되었다.
- 1921년 - 가와사키정에서 상수도 정비가 시작되었다.
- 1924년 7월 1일 - 2정 1촌이 합병하여 시로 승격해 가와사키시가 되었다. 당시의 인구는 4만 8394명이다.

## 인구
2008년에 도시의 추정 인구는 1,385,003명이었고 인구 밀도는 km2당 9465명으로 일본에서 9번째로 인구가 많은 도시였다. 총 면적은 144.35km2이고 도쿄만의 인공섬 건설로 계속 확장되고 있다. 인구는 20세기에 극적으로 증가하였다. 1920년 인구조사에서 가와사키정의 인구는 21,391명이었으나 1930년에는 104,351명으로 19번째로 큰 도시가 되었고 1970년에는 973,000명까지 치솟아 9번째로 큰 도시가 되어 현재에 이르고 있다.
| 연도 | 인구      | ±%     |
| ---- | --------- | ------ |
| 1940 | 300,777   | —      |
| 1945 | 252,923   | −15.9% |
| 1950 | 319,226   | +26.2% |
| 1960 | 445,520   | +39.6% |
| 1965 | 632,975   | +42.1% |
| 1970 | 854,866   | +35.1% |
| 1975 | 973,497   | +13.9% |
| 1980 | 1,014,951 | +4.3%  |
| 1985 | 1,088,624 | +7.3%  |
| 1990 | 1,173,603 | +7.8%  |
| 1995 | 1,202,820 | +2.5%  |
| 2000 | 1,249,905 | +3.9%  |
| 2005 | 1,327,011 | +6.2%  |
| 2010 | 1,425,678 | +7.4%  |
| 2015 | 1,475,213 | +3.5%  |
| 2020 | 1,538,262 | +4.3%  |

## 경제
후지쯔의 옛 본사와 주 지점이 나카하라구에 있다. JFE 홀딩스와 신일본석유 등 중공업 회사들과 닛폰 전기, 도시바 등 첨단 산업 회사들의 공장과 개발 본부가 있다.

## 교통

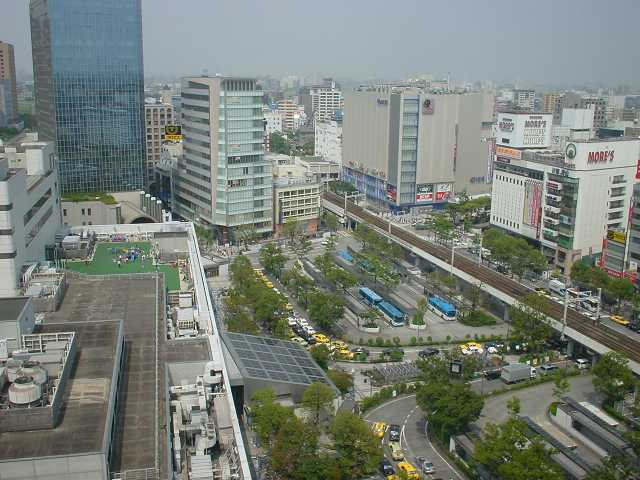
가와사키역 동쪽 출구

### 철도
- 동일본 여객철도(JR 동일본)
  - 도카이도선
  - 게이힌 도호쿠선
  - 난부선
  - 쓰루미선
  - 요코스카선
  - 무사시노선

- 오다큐 전철
  - 오다와라선
  - 다마선

- 게이오 전철
  - 사가미하라선

- 게이힌 급행 전철
  - 본선
  - 다이시선

- 도큐 전철
  - 도요코선
  - 메구로선
  - 덴엔토시선
  - 오이마치선

### 도로
- 고속도로
  - 도메이 고속도로
  - 다이산게이힌 도로
  - 도쿄만 아쿠아라인
  - 수도고속도로

- 국도
  - 국도 제1호선
  - 국도 제15호선
  - 국도 제132호선
  - 국도 제246호선
  - 국도 제357호선
  - 국도 제409호선

## 주요 인물
- 이치하라 하야토 (市原隼人)

## 사건
- 2015년 - 가와사키시 중1 남학생 피살 사건, 가와사키시 간이숙박소 화재

## 자매 도시
- 일본 홋카이도 나카시베쓰정
- 일본 나가노현 후지미정
- 일본 오키나와현 나하시
- 크로아티아 리예카
- 미국 메릴랜드주 볼티모어
- 중국 랴오닝성 선양시
- 오스트레일리아 울런공
- 영국 셰필드
- 오스트리아 잘츠부르크
- 독일 뤼베크
- 대한민국 경기도 부천시